# Bælum/Solbjerg IF
Bælum/Solbjerg IF er en dansk sportsklub, der har aktiviteter og medlemmer i både fodbold, badminton, håndbold, bordtennis, floorball m.v.
I ungdomsafdelingen er der i flere årgange et samarbejde med naboklubben Kongerslev IF.

## Historie
Bælum blev stiftet tilbage omkring år 1930, men den 8. december 1970 blev Bælum/Solbjerg IF etableret efter en en sammenlægning af de to naboklubber Bælum Idrætsforening og Solbjerg Idrætsforening .

## Fodbold
Bælum/Solbjerg IF spiller sine hjemmekampe på Bælum Stadion, Blue Heart Arena, i Bælum. Fodboldklubbens førstehold er på nuværende tidspunkt (år 2015) placeret i Serie 1 og har andetholdet i Serie 3. Klubben rykkede i efteråret 2012 for første gang i klubbens historie op i Serie 1 og har siden foråret 2014 været at finde i denne række. I den netop afsluttede sæson endte klubben desuden på den højeste placering nogensinde, 2. pladsen, kun 2 point fra oprykning. Holdene bliver dags dato (2015) dirigeret af cheftræner, Danny Jensen.